# Mennyiség
A mennyiség egy mérés eredményére vonatkozó kifejezés, mely a dolgok számát, irányát, számosságát határozza meg, vagy dolgok csoportjának, gyűjteményének megnevezést ad a számossága alapján (például tucat). Többnyire a mennyiséget számmal jelöljük (mérőszám), amelyet egy mértékegység követ (ha szükséges), majd ezután megemlítjük magát a dolgot, aminek mennyiségét meghatározzuk. A pontos fogalmazáshoz mindkét részre szükség van.

## Példák
- egy alma, két alma, három alma, ahol az egész szám mellé nem kell mértékegységet (darab) írnunk
- 1,76 liter tej
- 500 ember

Egy szám önmagában nem mennyiség, mint ahogyan a mértékegység sem. Amikor egy dologról van szó, használhatunk számnév helyett határozatlan névelőt is (pl.: egy autó – a magyarban ez nagyon hasonlít a számnévre), és ez akkor is igaz, amikor csoportos dologról beszélünk (pl.: egy tucat tojás, egy pár fácán).
A mennyiség egy nagyon egyszerű fogalom annak meghatározására, hogy „A nagyobb, mint B”. Az idézett példában egy olyan kifejezést mutattunk, amiből következik, hogy A-nak nagyobb mennyiség áll rendelkezésére valamiből (mint például tömegből vagy tehetségből), mint B-nek; ha A-t és B-t egy rendezett listába tesszük, akkor A B után fog következni emelkedő lista esetén (és fordítva csökkenő esetén).
A nyelvészetben a mennyiség utalhat időtartamra, lásd: hosszúság (fonetika). A mássalhangzók nagyobb mennyiségét kettős betűnek nevezzük, a magánhangzók hosszabb kiejtését hosszú magánhangzónak. Az angolban nincsenek hosszú magánhangzók, de például a finnben és a magyarban megkülönböztethetőek a két hosszúság (rövid és hosszú), az észt még ennél is differenciáltabb, három szintet ismernek (rövid, hosszú és nagyon hosszú).